# Christer Magnusson
Christer Magnusson, švedski rokometaš, * 1. april 1958.
Leta 1984 je na poletnih olimpijskih igrah v Los Angelesu v sestavi švedske rokometne reprezentance osvojil 5. mesto.